# NGC 425
NGC 425 ist eine Spiralgalaxie vom Hubble-Typ Sc im Sternbild Andromeda am Nordsternhimmel. Sie ist schätzungsweise 293 Millionen Lichtjahre von der Milchstraße entfernt und hat einen Durchmesser von etwa 85.000 Lichtjahren. 

Im selben Himmelsareal befindet sich u. a. die Galaxie IC 1647.
Das Objekt wurde am 29. Oktober 1866 von Truman Henry Safford entdeckt.